# Tainonia bayahibe
Espèce
Tainonia bayahibe est une espèce d'araignées aranéomorphes de la famille des Pholcidae.

## Distribution
Cette espèce est endémique de la province de La Altagracia en République dominicaine,.

## Description
Le mâle holotype mesure 7,5 mm.

## Étymologie
Son nom d'espèce lui a été donné en référence au lieu de sa découverte, Bayahibe.

## Publication originale
- Huber & Astrin, 2009 : Increased sampling blurs morphological and molecular species limits: revision of the Hispaniolan endemic spider genus Tainonia (Araneae: Pholcidae). Invertebrate Systematics, vol. 23, p. 281-300.